# 八卦寮
八卦寮，原寫為八卦藔，是臺灣高雄市仁武區的一個傳統地域名稱，位於該區西南部。相較於今日行政區，其範圍大致包括八卦里北大半部不含東北部凸出部分的東北側邊界地帶、五和里南部不含最南端、高楠里南部不含最南端。
本地區境內主要聚落為八卦藔、后港，設有八卦國小。

## 歷史
台灣日治初期，八卦寮地區為一街庄，稱為「八卦藔庄」（舊制街庄），隸屬於半屏里。該庄昔日西北及北與五塊厝庄為鄰，東北與竹仔門庄、仁武庄為鄰，東與灣仔內庄為鄰，南邊為大灣庄、覆鼎金庄，西邊為菜公庄。
1901年（日治明治三十四年）11月11日，全台廢縣廳改設二十廳，該庄隸屬於鳳山廳。1904年（明治三十七年）5月3日，該庄編入「後勁區」，隸屬於鳳山廳。1909年（明治四十二年）10月25日，全台合併二十廳為十二廳，後勁區改隸屬於臺南廳。1920年（大正九年）10月1日，全台地方制度大改正，廢十二廳改設五州二廳，該庄改制並雅化為「八卦寮」大字，隸屬於高雄州高雄郡仁武庄（新制街庄）。1924年（大正十三年）12月25日，高雄郡廢郡，仁武庄改隸屬於鳳山郡。
戰後仁武庄改制為仁武鄉，隸屬於高雄縣，大字亦改制為村。1950年（民國三十九年）10月1日，高、屏分治，仁武鄉仍隸屬於高雄縣。1951年（民國40年）8月，仁武鄉拆分出大社鄉，本地區仍隸屬於仁武鄉。2010年（民國99年）12月25日，高雄縣、市合併為直轄高雄市，仁武鄉改制為仁武區，村亦改制為里。

## 聚落
本地區發展較早的聚落為八卦藔、后港，在日治初期的官方地圖上已有記載。

## 交通
國道1號又稱「中山高速公路」，是貫穿台灣西部的兩條縱向高速公路之一，經過本地區西部，並在南側邊界外不遠處的國道10號交會口設有鼎金系統交流道。最近的一般交流道在北側為市道183號交會處至省道台22線交會處共同設立的楠梓交流道；在南側則距離甚遠，多利用國道10號與省道台1線交會處的「民族路匝道」（東入）及自由三路、四路交會處的「自由路匝道」（西出）進出，經由國道10號、鼎金系統交流道連接國道1號。由此等可快速前往國道1號沿線各地。
國道10號又稱「高雄支線」或「高雄環線」，是左營至旗山的高速公路，橫貫本地區中部且設有平面側車道，並在國道1號交會處設有鼎金系統交流道。最近的一般交流道在西南側為文自路交會處的左營端；在東北側為市道186號、區道高52-1線、區道高52線交會處共用的仁武交流道。由此等可快速前往國道10號沿線各地，或銜接國道1號、國道3號。
區道高53線是仁武至後港仔的道路，其西南側端點（終點）位於本地區西南部邊界，也是仁武區與左營區邊界（后港聚落東側）。由此向東北東蜿蜒而行，會經過本地區的八卦藔聚落。該道路在本地區的部分路段與區道高57線共線。
區道高57線是頂五塊厝至澄清湖的道路，經過本地區的八卦藔聚落。該道路在本地區的部分路段與區道高53線共線。

## 學校
- 八卦國小